# Xã Cottage Hill, Quận Marshall, Kansas
Xã Cottage Hill (tiếng Anh: Cottage Hill Township) là một xã thuộc quận Marshall, tiểu bang Kansas, Hoa Kỳ. Năm 2010, dân số của xã này là 132 người.